# 황간고등학교
황간고등학교(黃澗高等學校)는 대한민국 충청북도 영동군 황간면 남성리에 있는 공립 고등학교이다.

## 학교 연혁
- 1974년 3월 5일 : 황간고등학교 개교 (2학급)
- 1975년 10월 30일 : 본관 교사 준공 (11실)
- 1991년 8월 8일 : 학칙변경 (6학급)
- 2010년 11월 2일 : 월류관 준공식
- 2021년 3월 1일 : 학급변경(4학급 특수학급 추가)
- 2024년 1월 6일 : 제48회 졸업 21명(총인원 4,271명)
- 2024년 3월 4일 : 입학(남 16명, 여 4명 계 20명)
- 2024년 9월 1일 : 제27대 김귀현 교장 취임

## 참고 자료
- 황간고등학교 - 한국교육학술정보원 학교알리미